# Michael Strunck
Michael Strunck (* 27. November 1954 in Lübeck) ist ein ehemaliger deutscher Fußballspieler. 

## Leben
Strunck empfahl sich 1977 in einem Freundschaftsspiel mit einer Lübecker Stadtauswahl gegen den VfL Osnabrück für einen Vertrag beim Zweitligisten. Er stand zwischen 1977 und 1979 für den VfL Osnabrück in 48 Spielen der 2. Fußball-Bundesliga auf dem Platz. Anfang September 1978 warf er mit dem VfL durch einen 5:4-Sieg überraschend den FC Bayern München aus dem DFB-Pokal. Strunck erzielte dabei einen Treffer.
In der Sommerpause 1979 wechselte er zum FC St. Pauli in die Oberliga und trat in Hamburg-Wandsbek eine Arbeitsstelle als Schriftenmaler an. Anfang Oktober 1979 bestritt der Abwehr- und Mittelfeldmann sein erstes Punktspiel für die Hamburger. Er wurde als Spieler des FC St. Pauli in die Amateurauswahl des Hamburger Fußball-Verbands berufen. In der Spielzeit 1980/81 gewann er mit St. Pauli den Oberliga-Meistertitel und wurde deutscher Amateurvizemeister.
Später spielte Strunck für den SV Lurup in der Oberliga. Mit der Mannschaft nahm er im Januar 1984 an einem internationalen Hallenturnier in Leningrad teil und wurde als bester Spieler der Veranstaltung ausgezeichnet.